# Гамма-спектрометр

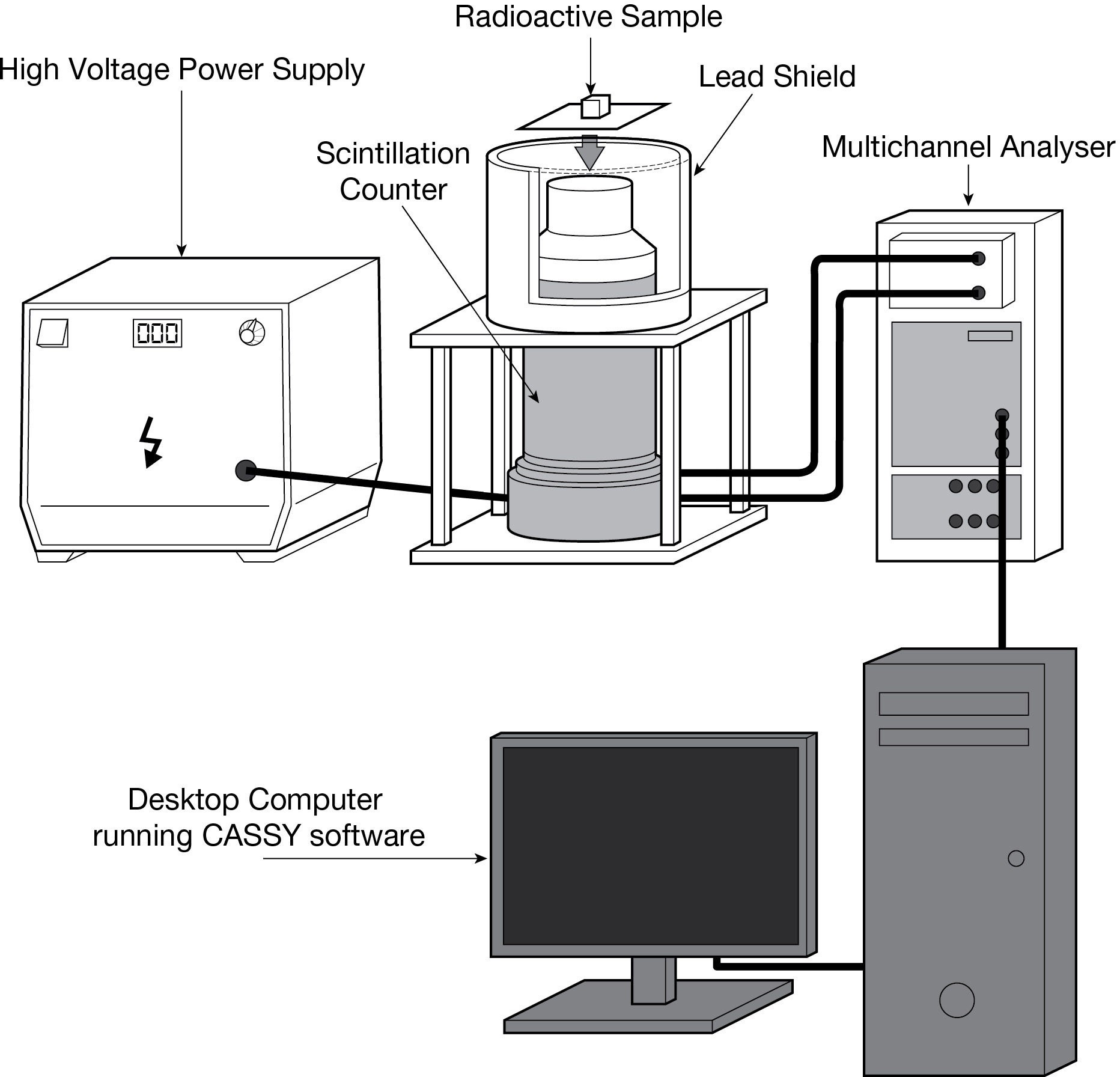
Лабораторне обладнання для визначення спектру γ-випромінювання зі сцинтиляційним лічильником. Вихід з сцинтиляційного лічильника переходить до багатоканального аналізатора, який обробляє і форматує дані.

Гамма-спектрометр — прилад для вимірювання довжини хвиль або енергії й інтенсивності гамма-випромінювання.
Реєстрація γ-кванта в гамма-спектрометрі заснована на трьох основних процесах взаємодії γ-кванта з речовиною — фотоефекті, Комптон-ефекті і народженні пари електрон-позитрон.
Реєстрація та вимірювання енергії гамма-квантів в більшості випадків пов'язані зі спостереженням електронів або електрон-позитронних пар, що виникають при взаємодії гамма-випромінювання з речовиною в процесах комптонівського розсіювання, фотоелектричного поглинання і утворення пар. Основна частина гамма-спектрометра є детектор гамма-квантів.
Найбільш поширеними типами гамма-спектрометра є сцинтиляційний і напівпровідниковий. Сцинтилляційний гамма-спектрометр складається з сцинтилятора і фотоелектронного помножувача (ФЕП).